# Bezdružice
Bezdružice é uma cidade checa localizada na região de Plzeň, distrito de Tachov.